# Ігнатенко Михайло Іванович
Миха́йло Іва́нович Ігнате́нко (28. 12. 1919, с. Предтеча, нині Жовтневе, Ставропольський край, Росія — 19. 12. 2004, Київ) — український поет. Член Спілки письменників України (1958), оргсекретар Правління Київської організації СПУ. Завідувач редакції видавництва «Радянський письменник».

## Життєпис
Народився в сім'ї вчителя, що приїхав на Кубань у пошуках роботи з Чернігівщини. Дитинство і юність провів на Поліссі.
1937 року, після закінчення середньої школи в Чернігові, вступив на філологічний факультет Київського університету. На той час його твори вже друкували в журналах, газетах і альманахах. По закінченні 4-го курсу добровольцем пішов на фронт, учасник німецько-радянської війни. Друкував вірші в армійських газетах. Демобілізувався 1946 року, закінчив Київський університет.
Викладав в Ужгородському педагогічному училищі, виступав у газетах з віршами та критичними статтями.
З 1948 по 1958 рік викладав у Чернігівському педагогічному інституті та в технікумах, керував обласним літоб'єднанням.
З 1958 по 1964 рік працював у Києві на видавничій і редакційній роботі, згодом — у Спілці письменників України, відповідальним секретарем із роботи з молодими авторами, відповідальним секретарем комісії прози та поезії, оргсекретарем Правління Київської організації СПУ.
Відтак — завідувач редакції видавництва «Радянський письменник». Був членом КПРС.

## Творчість
Почав друкуватися 1934 року. Перша збірка віршів «Боротьба триває» (1951) засвідчила увагу поета до внутрішнього світу сучасника. Героїка війни, мирна праця, боротьба за збереження природи — провідні теми збірок «Деснянські весни» (1957), «Заозерна далина» (1960), «В голубому ореолі» (1963), «Багрецева земля» (1968), «Карби на серці» (1969), «Земля моя — мій дім» (1974), «Передчуття» (1982), «Неминуще» (1988) та ін. Усі — видані в Києві. Автор збірки віршів для дітей «Олесині друзі» (1973).
Окремі вірші Михайла Ігнатенка перекладено російською, білоруською, грузинською, чуваською, угорською мовами.